# جون والتر جونز
جون والتر جونز (بالإنجليزية: John Walter Jones)‏ هو فلاح وسياسي كندي، ولد في 14 أبريل 1878، وتوفي في 31 مارس 1954 في أوتاوا في كندا. حزبياً، نشط في الحزب الليبرالي في جزيرة الأمير إدوارد ‏ والحزب الليبرالي الكندي. وقد انتخب عضو مجلس الشيوخ الكندي (25 مايو 1953 – 31 مارس 1954) وانتخب رئيس وزراء جزيرة الأمير إدوارد ‏ (11 مايو 1943 – 25 مايو 1953).